# Neofriedmannia seychellensis
Neofriedmannia seychellensis (Bojer ex Baker) Kocyan & Wiland – gatunek roślin, należący do mototypowego rodzaju Neofriedmannia Kocyan & Wiland z rodziny przyklękowatych, występujący na Wyspach Seszeli.
Wieloletnie geofity bulwiaste, tworzące liście o długości do 2,5 metra. Ogonek liściowy o długości 30–45 cm, pokryty kolcami.

## Systematyka
Pozycja systematyczna wg Angiosperm Phylogeny Website (aktualizowany system APG IV z 2016)Klad okrytonasienne, klad jednoliścienne (monocots), rząd szparagowce (Asparagales), rodzina przyklękowate (Hypoxidaceae), rodzaj Neofriedmannia.